# لوسی راسل
لوسی راسل (به انگلیسی: Lucy Russell)؛ (زادهٔ ۱۹۷۲) بازیگر اهل بریتانیا است. اولین نقش سینمایی وی در تعقیب (فیلم ۱۹۹۸) و از آن به بعد در چند فیلم ظاهر شد و آخرین نقش آفرینی او در فیلم تونی اردمان به کارگردانی مارن آده بود.

## زندگی‌نامه
او ابتدا در نقش گریس الیوت در فیلم بانوی انگلیسی و دوک شناخته شد. اولین نقش سینمایی او در تعقیب (فیلم ۱۹۹۸) اثر کریستوفر نولان بود. پس از آن در فیلم‌ها و سریال‌های مختلفی نقش آفرینی کرد. راسل و نولان به عنوان دانشجویان دانشگاه کالج لندن، جایی که راسل ایتالیایی مطالعه می‌کرد، همدیگر را ملاقات کردند. در فیلم بتمن آغاز می‌کند (فیلمی دیگر از کریستوفر نولان) لوسی مهمان رستورانی را به تصویر می‌کشد که با بروس وین دربارهٔ بتمن صحبت می‌کند. او در تست هنرپیشگی توانست نقش دستیار شخصی فرشته را برای فیلم فرشته (۲۰۰۷) دریافت کند. او نقش خواهر مایکل فاسبندر در فیلم را ایفا کرد.